# シャトゲ
シャトゲ （Châteaugay）は、フランス、オーヴェルニュ＝ローヌ＝アルプ地域圏、ピュイ＝ド＝ドーム県のコミューン。クレルモン＝フェラン都市圏の一部である。

## 地理
コミューンは火山性の玄武岩台地の端、リマニュ地方の平野を見下ろす位置にある。2015年以前はリオン・ウエスト小郡に属していた。2014年に行われた再編により、シャテル＝ギヨン小郡に属している。

## 歴史
20世紀前半までは農村の特徴を持ちワイン生産が行われていた。村は多くの住宅建設が進むと徐々に住宅地になっていった。手工業および商業地区が2つあり、1つは町の中に、もう1つは県道沿いにある。
フランス革命後の国民公会時代、村の名はベレール（Bel-Air）であった。

## 人口統計
| 1962年 | 1968年 | 1975年 | 1982年 | 1990年 | 1999年 | 2006年 | 2012年 |
| ------ | ------ | ------ | ------ | ------ | ------ | ------ | ------ |
| 1452   | 1847   | 2144   | 2410   | 3050   | 2963   | 3074   | 3160   |

source=1999年までLdh/EHESS/Cassini、2004年以降INSEE

## 史跡
- シャトゲ城 - 11世紀にヴィゴシュ城跡に建てられた。14世紀の四角いドンジョンがそのまま残っている[5]。
- ブドウ畑（ガメとシャルドネ） - VDQSワインコート・ドーヴェルニュの畑
- カーヴ通り - 凝灰岩を直接掘って作ったカーヴ。ナポレオン1世時代には監獄に使われていた。

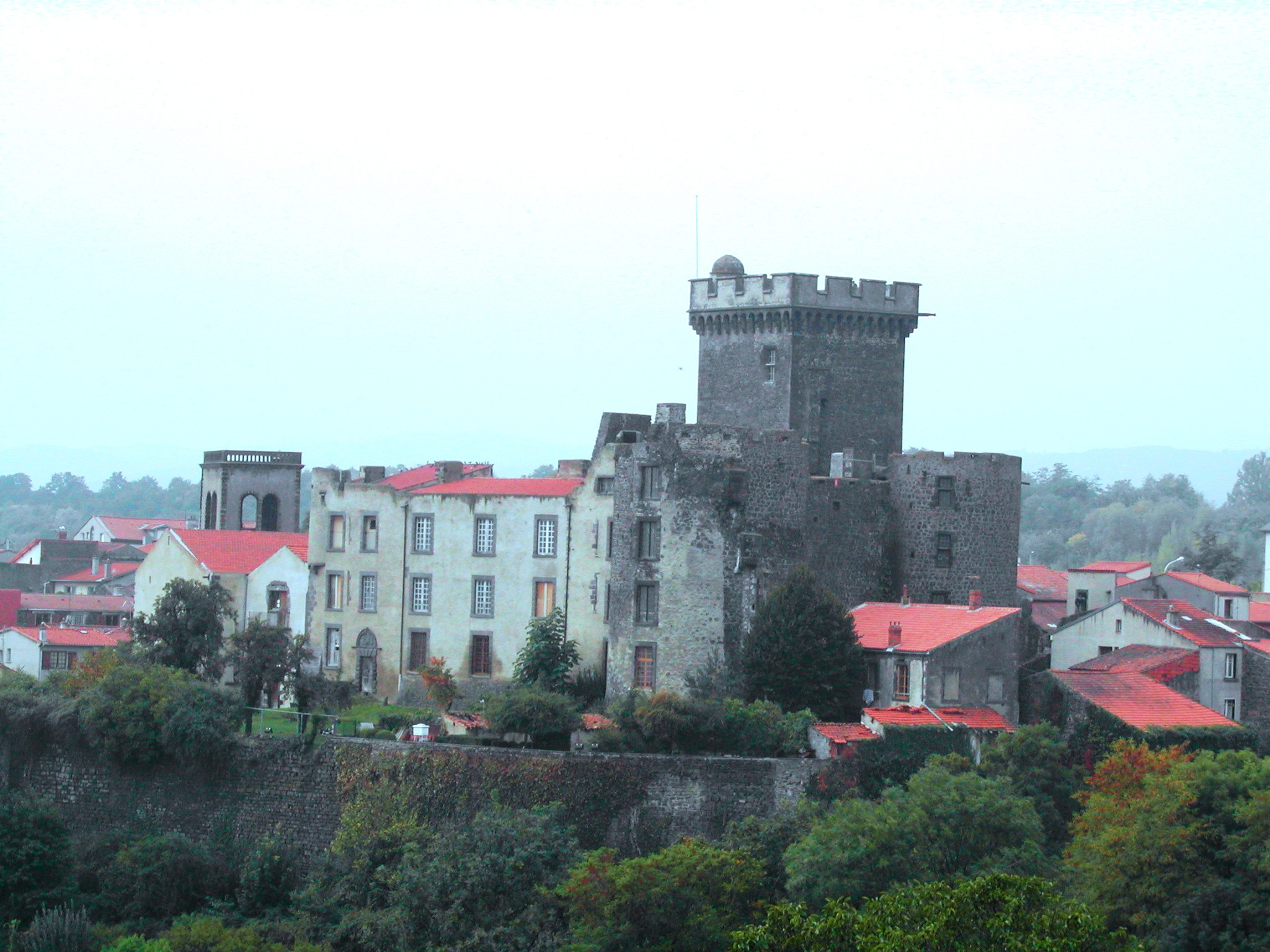
城
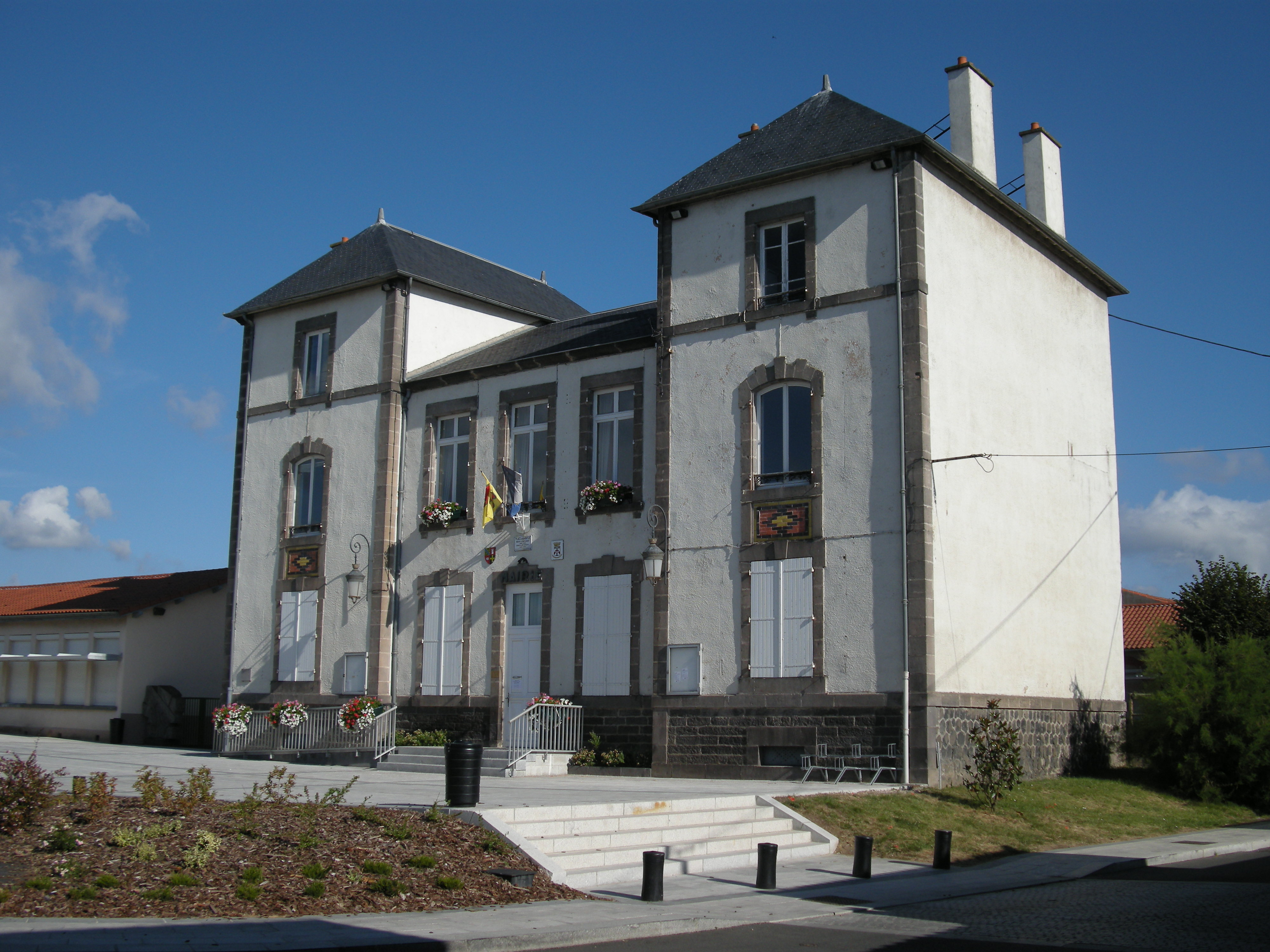
コミューン役場
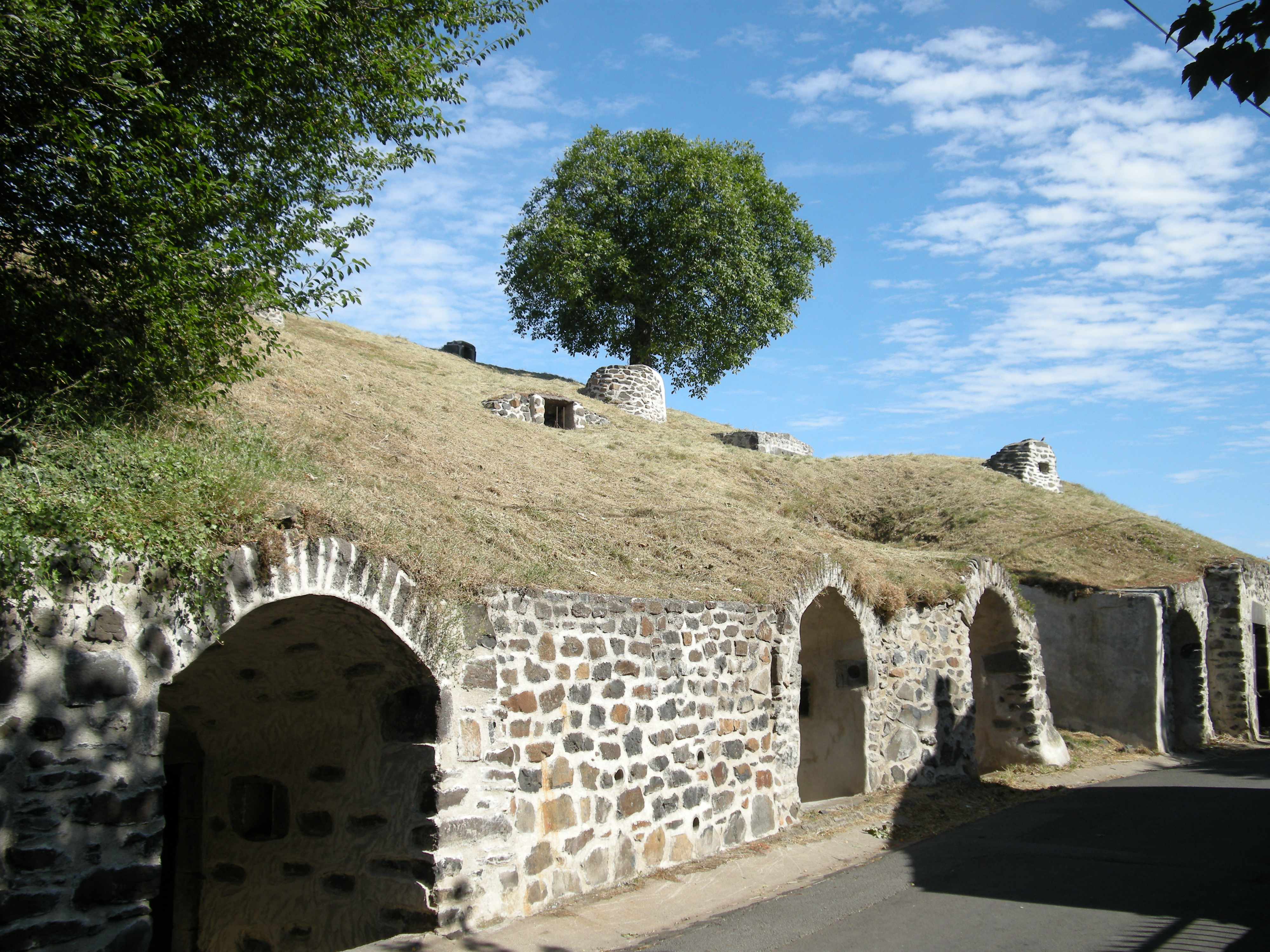
カーヴ通り
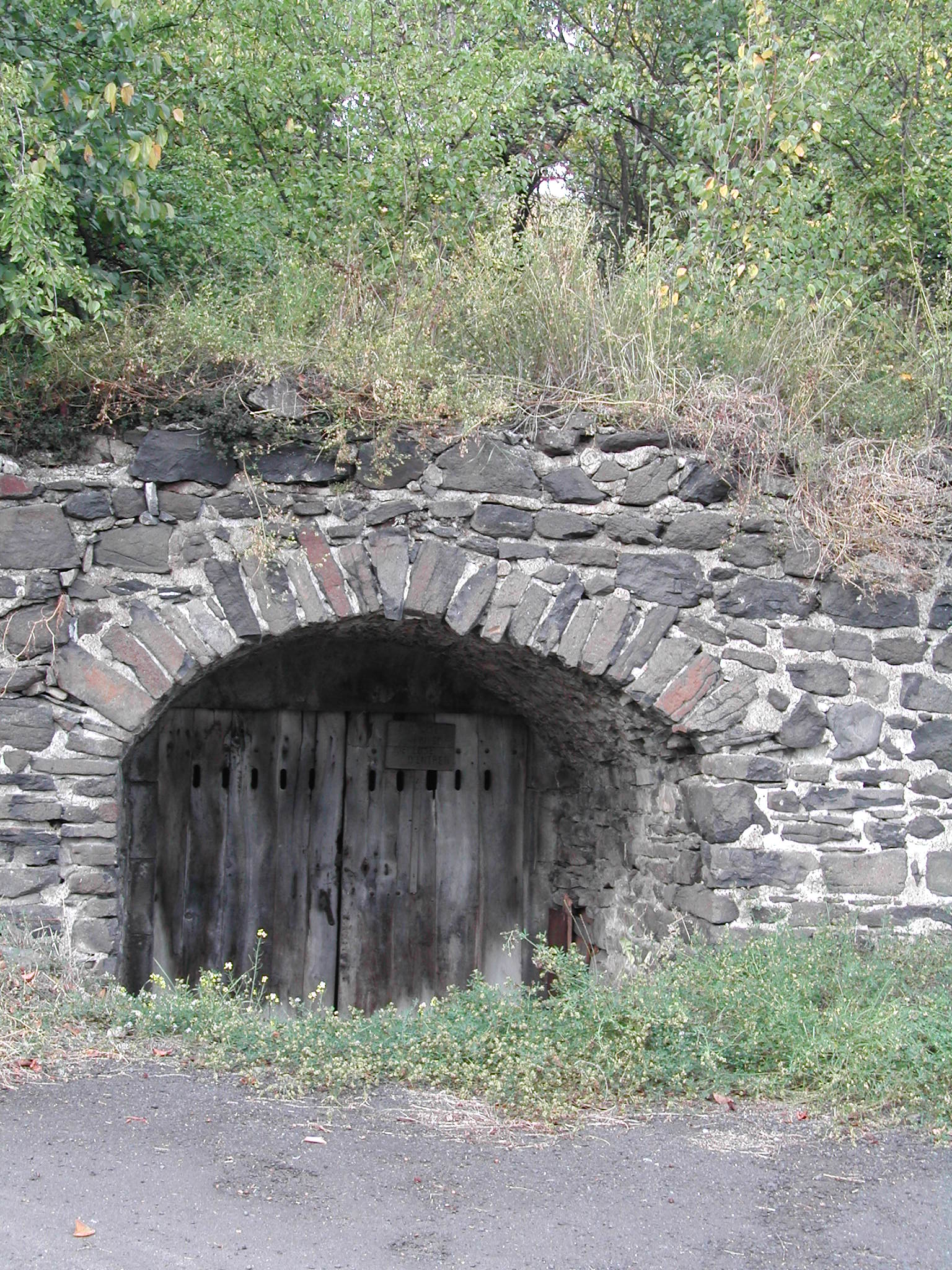
岩を掘って作られたカーヴ

## 姉妹都市
- シャトゲ (カナダ)